# Алфі Вільямс
Алфі Вільямс (англ. Alfie Williams; нар. 3 січня 2011, Ньюкасл-апон-Тайн, Англія, Велика Британія) — британський дитячий актор. Відомий за головну роль Спайка в художніх фільмах «28 років по тому» (2025) і майбутньому «28 років потому: Кістяний храм» (2026).

## Життєпис
Вільямс народився в Ньюкасл-апон-Тайн, Англія, 3 січня 2011 року. Він виріс і здобував освіту неподалік Ньюкасла. Його батько, актор Алфі Добсон, став головним натхненням для Вільямса. З раннього віку він проявляв інтерес до акторської майстерності. У шість років він зіграв Скруджа в шкільній постановці «Різдвяної пісні» Діккенса, для якої вивчав класичну екранізацію та багато працював над своєю вимовою. Цей досвід зміцнив його бажання стати актором у майбутньому.
Вільямс відвідував театральну школу, але незабаром залишив її, оскільки навчання було занадто зосереджене на мюзиклах, тоді як його більше цікавили кіно та телебачення. З семи років він активно проходив прослуховування, що швидко принесло йому перші ролі в рекламних роликах.

## Кар'єра
Кар'єра Вільямса почалася з невеликих ролей у рекламних роликах та короткометражних фільмах. У 2021 році він дебютував у короткометражному фільмі «Phallacy», де знімався разом зі Стівеном Ґремом та Шоном Парксом. Ця роль стала поворотною у його кар'єрі, адже за рекомендацією Ґрема він підписав контракт з агентством талантів Independent Talent Group, з яким співпрацює й досі.
Він зіграв невелику роль у третьому сезоні фентезійного телесеріалу Темні матерії. Також з'явився у радіоп'єсі BBC Radio 4 «Наші друзі на Півночі». У 2023 році Вільямс взяв участь у фільмі «Нове покоління злочинців», де зіграв молодого Джона Генрі Сейєрса.
У 2025 році він виконав роль Спайка у постапокаліптичному фільмі жахів «28 років по тому», що стало його першою великою роллю у кіно. Видання The Hollywood Reporter назвало його «беззаперечним головним героєм» фільму, Empire відзначило його як «видатний новий талант», а The Times описала його гру як «прекрасну». Під час зйомок йому було 13 років, і він залишався у цьому віці, коли повернувся до ролі у сиквелі «28 років потому: Кістяний храм» (2026), зйомки якого почалися через три тижні після завершення першої частини.

## Особисте життя
Одним з головних захоплень Вільямса є гра на гітарі. Його пристрасть до цього виникла після того, як його колега по фільму «28 років по тому» Аарон Тейлор-Джонсон подарував йому вінтажну акустичну гітару. Він є шанувальником Курта Кобейна, рок-гурту Nirvana та ґрандж-музики загалом.
Окрім музики, серед його хобі — відеоігри, зокрема Red Dead Redemption, Ghost of Tsushima та Dead by Daylight.
Нині Вільямс проживає у Гейтсхеді, поблизу Ньюкасл-апон-Тайн, разом зі своєю родиною. Наразі він навчається вдома.

## Фільмографія
| Рік  |    | Українська назва               | Оригінальна назва               | Роль                      |
| ---- | -- | ------------------------------ | ------------------------------- | ------------------------- |
| 2021 | кф |                                | Phallacy                        | Бо Вільямс                |
| 2022 | с  | Темні матерії                  | His Dark Materials              | привид Тео                |
| 2023 | ф  | Нове покоління злочинців       | A New Breed of Criminal         | молодий Генрі Джон Сейєрс |
| 2025 | ф  | 28 років по тому               | 28 Years Later                  | Спайк                     |
| 2026 | ф  | 28 років потому: Кістяний храм | 28 Years Later: The Bone Temple | Спайк                     |

## Нагороди та номінації
| Рік  | Премія                       | Категорія       | Робота           | Результат | Примітки |
| ---- | ---------------------------- | --------------- | ---------------- | --------- | -------- |
| 2025 | Astra Midseason Movie Awards | Найкращий актор | 28 років по тому | Номінація | [ 19 ]   |